# Harnett County
Harnett County är ett administrativt område i delstaten North Carolina, USA, med 114 678 invånare.Den administrativa huvudorten (county seat) är Lillington. 

## Geografi
Enligt United States Census Bureau har countyt en total area på 1 557 km². 1 541 km² av den arean är land och 16 km² är vatten. 

### Angränsande countyn
- Wake County - nord-nordost
- Johnston County - öst
- Sampson County - sydost
- Cumberland County - syd
- Moore County - sydväst
- Lee County - nordväst
- Chatham County - nord-nordväst

### Städer och samhällen
- Angier
- Broadway (delvis i Lee County)
- Coats
- Dunn
- Erwin
- Lillington (huvudort)